# Distretto di Chengxiang
Il distretto di Chengxiang (城厢区S, Chéngxiāng QūP) è una contea della Cina, situata nella provincia del Fujian.